# العصارة (الرضمة)

تعديل مصدري - تعديل

العصارة محلة تابعة لقرية جرف الحمام، التابعة لعزلة كحلان بمديرية الرضمة إحدى مديريات محافظة إب في الجمهورية اليمنية.، بلغ تعداد سكانها 50 حسب تعداد اليمن لعام 2004.